# Desmodium gunnii
Desmodium gunnii är en ärtväxtart som beskrevs av Joseph Dalton Hooker. Desmodium gunnii ingår i släktet Desmodium och familjen ärtväxter. Inga underarter finns listade i Catalogue of Life.